# 藤井まき
藤井 まき（ふじい まき、1月3日 - ）は、日本の女性アニメーター、キャラクターデザイナー。神奈川県横浜市出身。
アニメ学校を卒業した後、ゆめ太カンパニーとスタジオディーンを経由して多数の作品で活躍している。初期は藤井牧という名義を使っていた。よくコンビで仕事をしているアニメーション演出家・監督の柳沢テツヤとは夫婦である。
介錯作品のキャラクターデザイン・総作画監督を多く担当している。

## 参加作品

### テレビアニメ
時期不明
- ドラえもん（原画）※藤井牧名義

1996年
- 赤ちゃんと僕（1996年 - 1997年、原画）※藤井牧名義
- 勇者指令ダグオン（1996年 - 1997年、原画）※藤井牧名義
- 地獄先生ぬ〜べ〜（1996年 - 1997年、原画）※藤井牧名義

1997年
- 吸血姫美夕（1997年 - 1998年、原画）※藤井牧名義
- 勇者王ガオガイガー（1997年 - 1998年、原画）※藤井牧名義

1998年
- ヴァイスクロイツ（作画監督）※藤井牧名義

1999年
- アークザラッド（作画監督）
- デュアル!ぱられルンルン物語（原画）※藤井牧名義
- セラフィムコール（アニメーションキャラクターデザイン・OP作画監督）
- D4プリンセス（作画監督）

2000年
- HAND MAID メイ（作画監督）
- 闇の末裔（原画）

2001年
- あぃまぃみぃ!ストロベリー・エッグ（キャラクターデザイン・作画監督・OPED作監）

2002年
- 円盤皇女ワるきゅーレ（キャラクターデザイン・OPED作監）

2003年
- 円盤皇女ワるきゅーレ 十二月の夜想曲（キャラクターデザイン・OP作監）
- ウルトラマニアック（総作画監督）

2004年
- 神無月の巫女（キャラクターデザイン・総作画監督・OP作監・EDイラスト）

2006年
- 今日からマ王!（第2シリーズ、作画監督）
- Fate/stay night（作画監督）

2007年
- 京四郎と永遠の空（キャラクターデザイン・総作画監督・作画監督・OPED作監）

2008年
- 破天荒遊戯（作画監督）
- 伯爵と妖精（キャラクターデザイン・総作画監督）

2009年
- 07-GHOST（キャラクターデザイン・作画監督・OPED作監）

2010年
- そらのおとしものf（智樹☆お宝☆コレクション）

2011年
- 僕は友達が少ない（総作画監督・作画監督）

2012年
- ハイスクールD×D（総作画監督）
- 蒼い世界の中心で（キャラクターデザイン・総作画監督）

2013年
- ハイスクールD×D NEW（総作画監督）
- pupa（キャラクターデザイン）

2014年
- 精霊使いの剣舞（キャラクターデザイン・総作画監督）

2017年
- いつだって僕らの恋は10センチだった。（キャラクターデザイン）

2018年
- アイドリッシュセブン（衣装設定）

2020年
- ツキウタ。 THE ANIMATION 2（総作画監督）

2022年
- 佐々木と宮野（キャラクターデザイン）

2023年
- キボウノチカラ〜オトナプリキュア'23〜（総作画監督）

2024年
- 義妹生活（総作画監督）

2025年
- 魔法つかいプリキュア!!〜MIRAI DAYS〜（総作画監督）
- 完璧すぎて可愛げがないと婚約破棄された聖女は隣国に売られる（総作画監督）

2026年
- 異世界の沙汰は社畜次第（キャラクターデザイン）

### 劇場アニメ
1998年
- 新機動戦記ガンダムW Endless Waltz 特別篇（原画）※藤井牧名義

2004年
- 聖闘士星矢 天界編 序奏〜overture〜（原画）

2016年
- ずっと前から好きでした。〜告白実行委員会〜（キャラクターデザイン・作画監督）

2021年
- 劇場版 美少女戦士セーラームーンEternal（総作画監督）

2023年
- 佐々木と宮野-卒業編- / 平野と鍵浦（キャラクターデザイン）

### OVA
1992年
- ジャイアントロボ THE ANIMATION -地球が静止する日（1992年 - 1998年、動画） ※藤井牧名義

1997年
- 新機動戦記ガンダムW Endless Waltz（原画） ※藤井牧名義
- 勇者指令ダグオン 水晶の瞳の少年（原画） ※藤井牧名義

2005年
- 円盤皇女ワるきゅーレシリーズ（2005年 - 2006年、キャラクターデザイン・総作画監督・OP作監・EDイラスト）

### Webアニメ
- Starry☆Sky（2010年）キャラクターデザイン

### 漫画
- あぃまぃみぃ!ストロベリー・エッグ ※アニメ放送終了後、『電撃大王』にて2002年2月号から4月号まで計3話連載